# John Ribat
John Ribat (n. Volavolo, Papúa Nueva Guinea, 9 de febrero de 1957) es un arzobispo católico papuano.
Cuando era joven se unió a la congregación religiosa de los Misioneros del Sagrado Corazón (M.S.C.) y finalmente cuando terminó su formación eclesiástica, recibió la ordenación sacerdotal el día 1 de diciembre de 1985.
Tras diversos años ejerciendo su ministerio pastoral en su país, el 30 de octubre del 2000, su santidad el papa Juan Pablo II le nombró Obispo auxiliar de la diócesis de Bereina y Obispo titular de la Sede de Macriana Minor.
Recibió su consagración episcopal el 11 de febrero de 2001, durante una eucaristía presidida por el entonces Obispo de Bereina y principal consagrante "monseñor" Gérard-Joseph Deschamps S.M.M. y por sus co-consagrantes, el entonces Arzobispo Metropolitano de Port Moresby "monseñor" Brian James Barnes O.F.M. y el entonces Arzobispo de Madang "monseñor" Benedict To Varpin.
Luego el 12 de febrero de 2002 fue nombrado Obispo de Bereina, hasta el 16 de abril de 2007 que pasó a ser Coadjutor de la arquidiócesis de Port Moresby.
Después de la retirada de "monseñor" Brian James Barnes por motivos de edad, el 26 de marzo de 2008 fue nombrado por el papa Benedicto XVI como nuevo y actual Arzobispo Metropolitano de Port Moresby.
Cabe destacar que ha sido condecorado con el título honorífico de Comendador de la Excelentísima Orden del Imperio Británico.
También al mismo tiempo, entre mayo de 2011 y 2014 fue Presidente de la Conferencia de los Obispos Católicos de Papúa Nueva Guinea e Islas Salomón y actualmente desde ese último período, preside la Conferencia Episcopal del Pacífico (FCBCO).
Actualmente el 9 de octubre de 2016, el papa Francisco anunció públicamente que lo elevará al rango de cardenal de la iglesia, en el próximo consistorio cardenalicio que se celebrará el día 19 de noviembre del siguiente mes.